# Комплекс з виробництва добрив у Тутукуді
Комплекс з виробництва добрив у Тутукуді (Thoothukudi) – потужний виробничий майданчик, який діє у штаті Тамілнад поблизу порту Тутукуді (раніше був відомий під європеїзованою назвою Тутікорин).
Майданчиком опікується компанія Southern Petrochemical Industries Corporation (SPIC). В 1975 році вона ввела в експлуатацію установку з виробництва аміаку, номінальна потужність якої станом на другу половину 2010-х становила 1260 тисяч тонн на рік. Далі аміак використовують для:
-       продукування сечовини. У 2007/2008 році лінію з випуску цього азотного добрива модернізували зі збільшенням проєктного показника з 512 тисяч тонн до 620 тисяч тонн на рік;
-       продукування комплексного азотно-фосфорного добрива – діамонійфосфату. Майданчик має дві лінії з випуску цього продукту продуктивністю по 606 тисяч тонн на рік (за іншими даними, загальна річна продуктивність комплексу SPIC становить 1350 тисяч тонн діамонійфосфату).
Крім того, аміак постачають розташованому поруч заводу компанії Tuticorin Alkali Chemicals And Fertilizers.
Ще одним важливим напівфабрикатом є фосфорна кислота, реакцією якої з аміаком отримують діамонійфосфат. Індія не має родовищ фосфоритів, тому будь-яка фосфорна сировина імпортується, хоча це може відбуватись у різних формах. Зокрема, в 1983-му SPIC придбала хімічні танкери «Spic Pearl» та «Spic Emerald» для доставки фосфорної кислоти. Також можливо відзначити, що у 2010-му SPIC стала учасником спільного підприємства Indo-Jordan Chemicals Company, на виробничих потужностях якого у Йорданії виробляють фосфорну кислоту.
Втім, SPIC одразу була орієнтована на власне виробництво цього напівфабрикату, для чого ще в 1975-му ввела в дію установку з виробництва сульфатної кислоти шляхом спалювання сірки. Надалі впливом сульфатної кислоти на імпортований фосфоритний концентрат отримують фосфорну кислоту. З розвитком майданчика зростали й потужності по випуску сульфатної кислоти – якщо первісно вони становили 470 тисяч тонн, то в 1994-му зросли до 600 тисяч тонн, у 2000-му до 750 тисяч тонн, а у 2011-му досягнули 1 млн тонн на рік. 
Початково технологічний процес виробництва аміаку був розрахований на споживання легкої фракції нафтопродуктів – naphtha (також є цінною нафтохімічною сировиною для використання на піролізних установках). У 2007 році на тлі стрімкого зростання цін на нафту, SPIC, що зазнала великих збитків від невдалої спроби спорудити завод азотної хімії в Об’єднаних Арабських Еміратах, була вимушена припинити випуск аміаку. Це потягнуло за собою зупинку не лише власного виробництва сечовини, але й ще двох підприємств – зазначеного вище Tuticorin Alkali Chemicals And Fertilizers (хоча останній і міг імпортувати аміак, проте не був здатний замістити діоксид вуглецю, що надходив від тієї ж SPIC) та заводу з виробництва важкої води (останній ввели в дію у 1978 році з розрахунку на використання постаченого SPIC синтез-газу).
У 2010-му роботу майданчика вдалось відновити шляхом продажу фосфатного бізнесу компанії Greenstar Fertilizers (при цьому одна з компаній групи SPIC отримала 11% участі в Greenstar Fertilizers).
У 2021-му установку аміаку почали переводити на природний газ, який надходить з місцевих родовищ по трубопроводу Раманатапурам – Тутукуді. Втім, головним джерелом поставок має стати турбопровід Енноре – Тутукуді, що надасть доступ до ресурсу, імпортованого через термінал для приймання ЗПГ Енноре. Роботи з модернізації установки доручили компанії KBR, яка мала забезпечити можливість роботи на природному газі, суміші naphtha та природного газу і лише naphtha, а також збільшити річну продуктивність по аміаку до 1300 тисяч тонн на рік. Крім того, річну потужність лінії з випуску сечовини збільшили до 700 тисяч тонн. При роботі на природному газі завод потребує 1,5 млн м3 блакитного палива на добу.
Окрім зазначених вище основних продуктів майданчик випускає флорид алюмінію в обсягах до 8 тисяч тонн на рік (важливий компонент для процесу електролізу алюмінію), а з 2003/2004 року – комплексне добриво NPK (азот-фосфор-калій).